# Sphyrelata
Sphyrelata é um gênero de traça pertencente à família Oecophoridae.

## Espécies
- Sphyrelata amotella
- Sphyrelata escharias
- Sphyrelata indecorella
- Sphyrelata lactifica
- Sphyrelata melanoleuca
- Sphyrelata microspiloplaca